# Lysimachia verticillaris
Lysimachia verticillaris är en viveväxtart som beskrevs av Sprengel. Lysimachia verticillaris ingår i släktet lysingar, och familjen viveväxter. Inga underarter finns listade i Catalogue of Life.